# Кольдо Альварес
Ко́льдо Альва́рес (кат. Koldo; нар. 4 вересня 1970, Віторія-Гастейс) — андоррський футболіст, воротар. По завершенні ігрової кар'єри — футбольний тренер. Наразі очолює тренерський штаб національної збірної Андорри. Лауреат Ювілейної нагороди УЄФА як найвидатніший андоррський футболіст 50-річчя (1954—2003).

## Клубна кар'єра
У дорослому футболі дебютував 1989 року виступами за команду клубу «Ауррера де Віторія», в якій провів два сезони.
Згодом з 1991 по 1994 рік грав у складі команд іспанських клубів «Атлетіко», «Толедо» та «Саламанка». Протягом цих років виборов титул володаря Кубка Іспанії з футболу.
1994 року уклав контракт з головною командою Андорри, клубом «Андорра», що виступав у нижчих лігах іспанського чемпіонату. Відіграв за команду з Андорра-ла-Велья наступні дванадцять сезонів своєї ігрової кар'єри.
Протягом 2006—2007 років захищав кольори команди клубу «Балаге».
Завершив професійну ігрову кар'єру у нижчоліговому клубі «Андорра», у складі якого вже виступав раніше. Прийшов до команди 2008 року, захищав її кольори до припинення виступів на професійному рівні у 2010.

## Виступи за збірну
1998 року дебютував в офіційних матчах у складі національної збірної Андорри. Протягом кар'єри у національній команді, яка тривала 12 років, провів у формі головної команди країни 78 матчів.

## Кар'єра тренера
Розпочав тренерську кар'єру відразу ж по завершенні кар'єри гравця, 2010 року, очоливши тренерський штаб національної збірної Андорри.

## Статистика
| Збірна Андорри | Збірна Андорри | Збірна Андорри |
| Роки           | Ігри           | Голи           |
| -------------- | -------------- | -------------- |
| 1998           | 8              | 0              |
| 1999           | 8              | 0              |
| 2000           | 8              | 0              |
| 2001           | 3              | 0              |
| 2002           | 6              | 0              |
| 2003           | 7              | 0              |
| 2004           | 7              | 0              |
| 2005           | 8              | 0              |
| 2006           | 5              | 0              |
| 2007           | 10             | 0              |
| 2008           | 5              | 0              |
| 2009           | 4              | 0              |
| Загалом        | 79             | 0              |

## Титули і досягнення
- Найвидатніший андоррський футболіст 50-річчя (1954—2003)
- Володар Кубка Іспанії з футболу (2):

«Атлетіко»: 1990-1991, 1991-1992